# Фиест в Сикионе
«Фиест в Сикионе» — трагедия древнегреческого драматурга Софокла (V век до н. э.) на тему мифов о Пелопидах, текст которой почти полностью утрачен.
Главный герой пьесы — сын Пелопа Фиест, который враждовал со своим братом Атреем из-за царской власти над Микенами и проклял его после гибели сыновей. Он был вынужден уйти в изгнание. Получив пророчество о том, что будущий сын за него отомстит, Фиест решил жениться, но никто не хотел выдавать за него дочь как за осквернённого. Однажды в роще близ Сикиона Фиест овладел незнакомой девушкой; оказалось, что это его собственная дочь Пелопия, которая через девять месяцев родила Эгисфа.
От текста трагедии сохранился предположительно только один короткий фрагмент — «Безумною стопою...».